# Hoya (ca sĩ)
Đây là một tên người Triều Tiên, họ là Lee.
Lee Ho-dong (Hangul: 이호원; Hanja: 李浩沅; sinh ngày 28 tháng 3 năm 1991), thường được biết đến với nghệ danh Hoya hay Lee Ho-won, là một ca sĩ, dancer, rapper, diễn viên người Hàn Quốc. Anh từng là main dancer, rapper và là giọng ca phụ của nhóm Infinite được ra mắt dưới sự quản lý của công ty Woollim Entertainment vào 2010.

## Tiểu sử
Hoya sinh ra ở Busan, Hàn Quốc. Anh rời trường trung học (cấp 3) vào năm đầu tiên để theo đuổi ước mơ làm ca sĩ của mình. Anh bắt đầu tham gia thử giọng sau khi anh hoàn thành việc học và được nhận vào công ty quản lý Woollim Entertainment. Anh từng là cựu thực tập sinh của JYP Entertainment.

## Sự nghiệp

### Infinite
Hoya đã từng hoạt động với tư cách rapper & dance của nhóm Infinite.

### Hoạt động solo
Vào 30 tháng 4 năm 2012, một đoạn thông báo ngắn nói rằng Hoya sẽ được ra mắt với tư cách là một diễn viên trong bộ phim mới của tvN. Sau đó công ty của anh đã từ chối rằng, "Chưa có xác nhận chính thức". Vài tuần sau, Hoya xác nhận rằng chính anh sẽ thử sức trong bộ phim Reply 1997. Anh đóng vai Kang Joon Hee người yêu thầm một nhân vật bất ngờ. Bộ phim đã nhận được lời khen ngợi từ khán giả và các nhà phê bình.
Anh tham gia vào một nhóm nhỏ, Dynamic BLACK trình diễn trên SBS Gayo Daejun vào tháng 12 năm 2012.
Vào 10 tháng 1 năm 2013, anh cùng với Dongwoo, ra mắt chính thức nhóm nhạc nhỏ đầu tiên mang tên Infinite H. Và phát hành mini album đầu tay của họ "Fly High".
Sự nghiệp cá nhân
Ngày 30 tháng 8, Woollim Entertainment đã thông báo về việc rời INFINITE của Hoya. Nam ca sỹ mong muốn được theo đuổi sự nghiệp cá nhân với dòng nhạc khác với INFINITE nên đã không kí tiếp hợp đồng cùng công ty (sau đó đã kí hợp đồng với Glorious Entertainment và debut với tư cách nghệ sĩ solo).

## Danh sách đĩa nhạc
| Infinite H - 2013: Fly High - 2015: Fly Again | OST - 2012: "She's a Fantasy" (với Infinite) |

## Điện ảnh

### Phim điện ảnh
| Năm  | Tiêu đề | Vai trò    |
| ---- | ------- | ---------- |
| 2016 | Hiya    | Lee Jin-ho |

### Video âm nhạc
| Năm  | Ca sĩ               | Tiêu đề                          |
| ---- | ------------------- | -------------------------------- |
| 2013 | Zia & Davichi Haeri | "If you loved me" (사랑했었다면) |
| 2015 | Lovelyz             | " Ah-Choo"                       |

### Phim truyền hình
| Năm  | Vai trò                   | Kênh         | Tiêu đề        |
| ---- | ------------------------- | ------------ | -------------- |
| 2012 | Kang Joon-hee             | tvN          | Reply 1997     |
| 2013 | Kang Joon-hee (khách mời) | tvN          | Reply 1994     |
| 2014 | Kang Rae-Heon             | SBS          | My Lovely Girl |
| 2015 | Byun Ji Hyuk              | SBS          | Mask           |
| 2017 | Jang Kang-ho              | MBC          | Radiant Office |
| 2017 | Lee Kwi-Nam               | SBS          | Strong Family  |
| 2018 | Sung Ki Joon              | MBN & DramaX | Devilish Joy   |

| Năm  | Tiêu đề                                                 | Vai trò   |
| ---- | ------------------------------------------------------- | --------- |
| 2012 | INFINITE Concert Second Invasion Evolution The Movie 3D | Chính anh |